# جاشوآ اوپنهایمر
جاشوآ اوپنهایمر (انگلیسی: Joshua Oppenheimer؛ زاده ۲۳ سپتامبر ۱۹۷۴) یک کارگردان اهل ایالات متحده آمریکا است.

## حرفه
از مهم‌ترین فیلم‌های وی می‌توان به عمل کشتن (۲۰۱۳) و چهره سکوت (۲۰۱۴) اشاره کرد.